# Israel Amter
Pour les articles homonymes, voir Amter.
Israel Amter, né le 26 mars 1881 et mort le 24 novembre 1954, est un journaliste et politicien américain, et l'un des fondateurs du Parti communiste des États-Unis d'Amérique (CPUSA).

## Famille
Israel Amter est né le 26 mars 1881 à Denver dans le Colorado. Il est le fils d'immigrants juifs. Son père, Marks Amter, est originaire de Riga, en Lettonie, alors membre de l'Empire russe.

## Carrière politique

### Du socialisme au communisme
En 1901, il devient membre du Parti socialiste d'Amérique (SPA) qu'il quitte pour s'installer en Allemagne en 1903. Pendant son séjour allemand, il édite la Revue allemande des exportations et devient membre du Parti social-démocrate. Amter étudie également la musique au Conservatoire de Leipzig où, en 1912, il crée un opéra inédit appelé Winona. Israel Amter rentre aux États-Unis en 1914 au déclenchement de la Première guerre mondiale.
En 1917, Amter reprend sa carte de membre au Parti socialiste. Influencé par les idées de la Révolution bolchévique, il participe à la formation de la Section de l'Aile Gauche en 1919, puis à la fondation du Parti communiste d'Amérique en septembre 1919. Il suit la faction organisée par C.E. Ruthenberg qui forme le Parti communiste uni d'Amérique (UCP) en avril 1920. En novembre 1920, il est nommé au comité de rédaction de l'UCP.
Le 29 avril 1921, Amter est arrêté avec trois autres personnes lors d'un raid sur le siège secret de l'UCP à New York par des détectives de l' équipe de déminage de New York et des agents du ministère de la Justice. Amter est inculpé dans l'incident et libéré sous caution.
Amter est membre du Comité exécutif central au pouvoir du Parti communiste unifié d'Amérique à partir de 1922. Il est partisan du système de parti clandestin et est associé à Abram Jakira, L.E. Katterfeld, Alfred Wagenknecht et Edward Lindgren dans la faction du parti surnommée le «Goose Caucus».
Amter est le représentant de la WPA auprès de l'Internationale communiste (Komintern) de 1923 à 1924 et sert de référent  [médiateur] auprès du Comité Exécutif de l'International Communiste (CEIC) sur les affaires des partis anglais et américains. Il est délégué au 3e Plénum élargi du CEIC et est délégué au 5e Congrès mondial de l'Internationale communiste en 1924. Pendant les luttes entre factions du milieu des années 1920, Amter soutient la faction Ruthenberg-Lovestone. Il est le responsable du district de Cleveland du Parti communiste (ouvrier) en 1927. Pendant la Grande Dépression, Amter est actif dans le mouvement des Conseils des chômeurs et est arrêté à New York le 6 mars 1930 avec William Z. Foster et Robert Minor dans le cadre de la manifestation de la Journée internationale du chômage. Amter est finalement condamné le 21 avril 1930 à une peine de « 6 mois à 3 ans» en relation avec l'émeute qui a suivi. Il est libéré de prison le 21 octobre 1930.
Dans les années 1940, Amter est membre du secrétariat d'État du Parti communiste, dont Si Gerson et Bella Dodd sont membres,.

### Candidat communiste
Amter est désigné comme candidat communiste pour plusieurs campagnes électorales. Il brigue d'abord le poste de sénateur de l'Ohio en 1928. Il réussit à obtenir 2 062 voix, soit environ 0,09% du vote populaire. Puis, il se présente pour le poste de président du arrondissement de New York en 1931 et de gouverneur de New York en 1932, 1934, et 1942. Il se présente pour obtenir un siège au Conseil des échevins de New York en 1936 et pour le poste de sénateur de New York en 1940.

### Fin de carrière
Amter développe la maladie de Parkinson dans les années 1940. Il est inculpé dans les procès du maccarthysme, mais il échappe à la prison en raison de sa maladie.
Israel Amter est décédé à 73 ans le 24 novembre 1954.

## Dans la littérature
Allen Ginsberg mentionne Amster par son nom dans le poème "America": 
"Amérique, quand j’avais sept ans maman m’emmenait à ses réunions de cellule du parti communiste ils nous vendaient une poignée de haricots par ticket, et le ticket coûtait 5 cents et les discours étaient gratuits tout le monde voyait les ouvriers sous un jour angélique et sentimental vous n’avez pas idée comme c’était bien le parti en 1935 Scott Nearing était un type extraordinaire un véritable mensch la mère Bloor m’a fait pleurer un jour j’ai vu Israel Amter pour de vrai. C’étaient sans doute tous des espions."
 

## Travaux
- Amter, I., Mirovoe osvoboditelʹnoe dvizhenie negrov [The World Liberation Movement of Negoes]. Moscow : Gosizdat, 1925.
- Silver, A. and Amter, Israel, "Proletarian Dictatorship" or Industrial Unionism: Silver-Amter Debate. New York: New York Labor News, 1927.
- Amter, I., Is the Socialist Party a Party of the Workers? New York: Communist Party, n.d. [c. 1932].
- Amter, I., Make the Democrats Keep Their Promises. New York: National Committee of Unemployed Councils, 1932.
- Amter, I., Industrial Slavery — Roosevelt's "New Deal." New York: Workers Library Publishers, 1933.
- Amter, I., The March Against Hunger. New York: Workers Library Publishers, 1933.
- Amter, I., Why the Workers' Unemployment Insurance Bill? How It Can Be Won. New York: Workers Library Publishers, 1934.
- Amter, I., Social Security in a Soviet America. New York: Workers Library Publishers, 1935.
- Amter, I., Working Class Unity or Fascism? New York: New York District, Communist Party, 1935.
- Amter, I., A Labor Party for New York Workers. New York: New York District, Communist Party, 1935.
- Amter, I., Youth and the Struggle for Unemployment and Social Insurance. New York: Youth Publishers, n.d. [c. 1935].
- Amter, I. and Pius, Pope, To His Holiness, Pope Pius XI, Vatican, Rome, Italy. New York: New York District, Communist Party, n.d. [c. 1936].
- Krumbein, Charles and Amter, Israel, Dollars for Democracy. New York: New York State Communist Party, n.d. [c. 1936].
- Amter, I., The Truth About the Communists. New York: Workers Library Publishers, n.d. [c. 1939].
- Amter, I., May Day 1939: For Labor Unity, For Social and National Security. New York: Workers Library Publishers, 1939.
- Amter, I., A Program for Manhattan's Millions. New York: New York County Committee CPUSA, n.d. [1939].
- Amter, I., Truth About Finland. New York: New York State Committee, Communist Party, n.d. [1939].
- Amter, I., Americans All! New York: Workers Library Publishers, n.d. [1940].
- Amter, I., May Day 1941. New York: Workers Library Publishers, 1941.
- Amter, I., New York Needs Communists in the City Council. New York: New York County Committee CPUSA, n.d. [c. 1941].
- Browder, Earl; Foster, William Z.; Amter, I.; Weiss, Max, et al., Speed the Second Front. New York: Workers Library Publishers, 1942.
- Amter, I., America's Fate Hangs in the Balance! Open a Second Front at Once! New York: New York State Campaign Committee, 1942.